# Charaxes talagugae
Charaxes talagugae är en fjärilsart som beskrevs av Holland 1886. Charaxes talagugae ingår i släktet Charaxes och familjen praktfjärilar. Inga underarter finns listade i Catalogue of Life.